# Eliminacija ε-pravila
Ukoliko gramatika poseduje ε-pravila, može se dogoditi da tokom izvođenja dužina rečeničnih formi počne da opada, a poželjno je, zbog potreba analize, izbeći ovakvu situaciju. U postupku eliminacije ε-pravila iz kontekstno slobodne gramatike podrazumeva se da je iz jezika eventualno odstranjena prazna reč ε.

## Algoritam eliminacije
Za zadatu gramatiku G, postupak se sastoji iz dva koraka:
1. kostrukcije skupa {\displaystyle A(G)\subseteq N} anulirajućih simbola, tj. skupa pomoćnih simbola koji se mogu prepisati kao prazna reč.
2. transformacije pravila koja sadrže anulirajuće simbole

1. korak
Za datu KS-gramatiku G bez nekorisnih simbola, skup anulirajućih simbola A(G), inicijalno prazan, se dobija primenom sledećih rekurzivnih pravila:
1. {\displaystyle X\in N} je anulirajući ako je {\displaystyle X\rightarrow \epsilon \in P}. Svaki takav X se dodaje u skup A(G).
2. {\displaystyle X\in N} je anulirajući postoji bar jedno pravilo {\displaystyle X\rightarrow \alpha \in P} gde su svi pomoćni simboli u niski α anulirajući. ( {\displaystyle \alpha \in N^{*}})

2. korak
Kada je određen skup A(G), modifikuju se pravila gramatike G koja sadrže anulirajuće simbole tako što  se u svakom pravilu {\displaystyle X\rightarrow \alpha \in P} u niski α zamene anulirajući simboli praznom reči ε na sve moguće načine, a zatim se odstrane ε-pravila.
KS-gramatika koja se dobija kao rezultat ove transformacije je ekvivalentna polaznoj gramatici do na praznu reč.

## Primer
Neka je gramatika G nad {\displaystyle \Sigma =\{(,\,)\}\,} {\displaystyle N\,=\,\{S\}},  :
{\displaystyle S\rightarrow S(S)\,|\,\epsilon }
Jedini neterminal S je i anulirajući. U niski α = S(S) zamenjujemo simbol S sa ε na sve moguće načine što daje novo pravilo:
{\displaystyle S\rightarrow S(S)\,|\,(S)\,|\,S()\,|\,()}
koje opisuje isti jezik ali bez prazne reči. U skladu sa definicijom, gramatika se može modifikovati uvođenjem novog početnog simbola T umesto S i dodavanjem novog pravila:
{\displaystyle T\rightarrow S\,|\,\epsilon }
gramatika sa novim skupom pravila opisuje isti jezik kao polazna.

## Beleške
1. ↑  Izvor kompletnog članka: „Prevodioci i interpretatori - uvod u teoriju i metode kompilacije programskih jezika“ - Duško Vitas.